# ラウンドロック・エクスプレス
ラウンドロック・エクスプレス（Round Rock Express）は、アメリカ合衆国テキサス州ラウンドロックに本拠地を置くマイナーリーグの野球チーム。MLBのテキサス・レンジャーズの傘下で、パシフィックコーストリーグに所属している。本拠地球場はザ・デル・ダイアモンド。
2000年にノーラン・ライアンの息子リード・ライアンが設立したチームで、チーム名はノーラン・ライアンの愛称「The Ryan Express」に由来する。

## 歴史
1906年にサクラメント・コルドバズとしてパシフィックコーストリーグに加盟。
その後、幾度もの球団名変更や移転を経て1979年、ユタ州のオグデンにトラック運送業者のデニス・ジョブがオーナーとなり、オークランド・アスレチックス傘下のオグデン・アスレチックスに改名。
1981年、カナダ人実業家で当時NHL所属のエドモントン・オイラーズのオーナー、ピーター・ポックリントンが球団を買収、チームをアラバマ州のエドモントンに移転させ、チーム名をエドモントン・トラッパーズに改名。本拠地はレンフルー・パーク（のちのジョン・デュセイ・パーク）に決定。シカゴ・ホワイトソックスと提携。
1983年、カリフォルニア・エンゼルスと提携。
1984年、カナダを本拠地とするチームとして史上初の優勝を果たす。
1993年、フロリダ・マーリンズと提携。
1995年、本拠地としていたジョン・デュセイ・パークの取り壊しが決定したため、テラス・フィールドに移転、さらにアスレチックスと提携。
1999年、カナディアン・フットボールリーグのエドモントン・エスキモーズが球団を買収。再びエンゼルスと提携する。
2001年、ミネソタ・ツインズと提携。
2003年、モントリオール・エクスポズと提携。同年10月、球団を所有していたエスキモーズはノーラン・ライアンの息子リード・ライアンに売却。このニュースはファンに大きな衝撃を与えた。
2004年、リード・ライアンはテキサス州のラウンドロックにシーズン後移転することを発表。本拠地での最後の試合はラスベガス・フィフティワンズと対戦したが1回裏終了後、雨天中止となった。
2005年、ラウンドロックに移転し、チーム名が現在のラウンドロック・エクスプレスに改名となった。チーム名は2004年までテキサスリーグに所属していた同名のチームが由来。提携球団もヒューストン・アストロズに変更となった。本拠地も前のエクスプレスが使用していたザ・デル・ダイアモンドを引き継いでいる。以前のエクスプレスはリード・ライアン氏が買収後、テキサス州のコーパスクリスティに移転し、同じくアストロズ傘下のコーパスクリスティ・フックスとして再スタートしている。新球団のエクスプレスもアストロズと提携。
2011年、リード・ライアンの父、ノーラン・ライアンがオーナーを務めるテキサス・レンジャーズと提携。
2019年シーズンからは再びアストロズが提携球団となる（2022年までの4年契約）。
2020年シーズン後にアストロズはラウンドロックとの提携を中止し、2021年からはレンジャーズが再び提携を開始した。同年マイナーリーグの再編により、所属リーグがトリプルAウエストへ異動。

## 選手名鑑

### 現役選手
| 投手 - 46 エドワー・カブレラ (Edwar Cabrera) - 59 ロバート・コエロ (Robert Coello) - 56 フィル・アーウィン (Phil Irwin) - 49 ウィル・ラム (Will Lamb) - 37 デビッド・マルティネス (David Martinez) - 53 フランシスコ・メンドーサ (Francisco Mendoza) - 29 ストルミー・ピメンテル (Stolmy Pimentel) - 60 ヘスス・ピレラ (Jesus Pirela) - 36 ジミー・レイエス (Jimmy Reyes) - 45 チャド・スミス (Chad Smith) - 18 ロス・ウルフ (Ross Wolf) | 投手 - 46 エドワー・カブレラ (Edwar Cabrera) - 59 ロバート・コエロ (Robert Coello) - 56 フィル・アーウィン (Phil Irwin) - 49 ウィル・ラム (Will Lamb) - 37 デビッド・マルティネス (David Martinez) - 53 フランシスコ・メンドーサ (Francisco Mendoza) - 29 ストルミー・ピメンテル (Stolmy Pimentel) - 60 ヘスス・ピレラ (Jesus Pirela) - 36 ジミー・レイエス (Jimmy Reyes) - 45 チャド・スミス (Chad Smith) - 18 ロス・ウルフ (Ross Wolf) | 捕手 - 5 アレックス・バーグ (Alex Burg) - 6 パトリック・キャントウェル (Patrick Cantwell) - 22 ブレット・ニコラス (Brett Nicholas) 内野手 - 2 トーマス・フィールド (Thomas Field) - 19 エド・ルーカス (Ed Lucas) - 9 ルイス・マルテ (Luis Marte) - 3 ドリュー・ロビンソン (Drew Robinson) - 15 ビーマー・ウィームズ (Beamer Weems) 外野手 - 14 ルイス・ブリンソン (Lewis Brinson) - 7 ライアン・コーデル (Ryan Cordell) - 30 ジャレッド・ホイング (Jared Hoying) - 25 ノマー・マザラ (Nomar Mazara) | 捕手 - 5 アレックス・バーグ (Alex Burg) - 6 パトリック・キャントウェル (Patrick Cantwell) - 22 ブレット・ニコラス (Brett Nicholas) 内野手 - 2 トーマス・フィールド (Thomas Field) - 19 エド・ルーカス (Ed Lucas) - 9 ルイス・マルテ (Luis Marte) - 3 ドリュー・ロビンソン (Drew Robinson) - 15 ビーマー・ウィームズ (Beamer Weems) 外野手 - 14 ルイス・ブリンソン (Lewis Brinson) - 7 ライアン・コーデル (Ryan Cordell) - 30 ジャレッド・ホイング (Jared Hoying) - 25 ノマー・マザラ (Nomar Mazara) |
| * 40人ロースター ** 制限選手 2015年10月11日更新 [公式サイト(英語)より：ロースター 選手の移籍・故障情報] | | | |

### 監督・コーチ
| 背番号 | 国籍               | 役職       | 選手名                                  |
| 40     | アメリカ合衆国の旗 | 監督       | ジェイソン・ウッド (Jason Wood)         |
| 12     | アメリカ合衆国の旗 | コーチ     | ジェノ・ペトラリー (Geno Petralli)      |
| 24     | アメリカ合衆国の旗 | 打撃コーチ | ジャスティン・マショア (Justin Mashore) |
| 38     | アメリカ合衆国の旗 | 投手コーチ | ブラッド・ホルマン (Brad Holman)        |

### 過去の主な所属選手
- ブルックス・キーシュニック
- ランス・バークマン
- ブランドン・ダックワース
- トラビス・ドリスキル
- クリス・バーク
- ルーク・スコット
- ワンディ・ロドリゲス
- ブルックス・コンラッド
- ロジャー・クレメンス
- コディ・ランサム
- ジョー・マクユーイング
- アラン・ジンター
- ジェイソン・レーン
- ハンベルト・キンテーロ
- マット・アルバース
- ハンター・ペンス
- 朴賛浩
- スティーブン・ランドルフ
- フェリペ・ポーリーノ
- 松井稼頭央
- ジェフ・ブラム
- アーロン・ブーン
- バド・ノリス
- クリス・ジョンソン (内野手)
- ケビン・キャッシュ
- アンダーソン・ヘルナンデス
- ジェイソン・カストロ
- ブライアン・ボグセビック
- ジョーダン・ライルズ
- エイドリアン・ベルトレ
- エステバン・ヘルマン
- ネルソン・クルーズ (外野手)
- マイク・ナポリ
- ジョシュ・ハミルトン
- クリス・デービス (内野手)
- フリオ・ボーボン
- クレイグ・ジェントリー
- 建山義紀
- レオネス・マーティン
- ミッチ・モアランド
- ジャスティン・グリム
- ヤンガービス・ソラーテ
- ファビオ・カスティーヨ
- ランス・バークマン
- コルビー・ルイス
- ネフタリ・フェリス
- ロビンソン・チリノス
- ジュリクソン・プロファー
- マニー・ラミレス
- カルロス・ペーニャ
- アーロン・ポレダ
- マイルズ・マイコラス
- ローマン・メンデス
- スペンサー・パットン
- ライアン・ルア
- 田中賢介
- カルロス・ペゲーロ
- アンソニー・バス
- 藤川球児
- ニック・マルティネス
- ルーグネッド・オドーア
- ジョーイ・ギャロ
- ノマー・マザラ
- 秋信守
- カルロス・ゴメス
- マット・ダフィー (1989年生の内野手)
- ロナルド・グーズマン
- ウィル・ミドルブルックス
- エルビス・アンドラス
- アイザイア・カイナーファレファ